# Quiero amar
«Quiero amar», es el primer sencillo del álbum debut de la agrupación mexicana Tobby y versión en español de la canción, «Open Arms» de Journey, cuya traducción fue hecha por Menny Carrasco, miembro de dicha grupo y Riccardo Robledo.

## Versión original de Journey
«Open Arms» es una canción grabada originalmente por el grupo de rock estadounidense Journey, escrita por Steve Perry y Jonathan Cain, dos de los miembros de la banda. Se trata de una balada que describe la situación de aquellos que discuten con sus parejas y que intentan reconciliarse empezando de nuevo con los "brazos abiertos". La cantante estadounidense Mariah Carey y la coreana Younha realizaron sendas versiones de la canción.